# Кларо, Мануэль Альберто
Мануэль Альберто Кларо (исп.  Manuel Alberto Claro; род. 3 апреля 1970, Сантьяго) — датский кинооператор чилийского происхождения.

## Биография
Родился 3 апреля 1970 года в городе Сантьяго, Чили. Его семья переехала в Данию в 1974 году, после того как в Чили произошёл военный переворот. С тех пор он живёт в Копенгагене. Учился фотографии в Европейском институте дизайна в Милане, в 1997 году закончил Датскую национальную киношколу. Как кинооператор работает с 1999 года, наряду с художественными и документальными фильмами снимает рекламные ролики и музыкальное видео.

## Избранная фильмография
- 2003 — Реконструкция (Кристоффер Боэ, Бронзовая лягушка на МКФ в Лодзи за операторскую работу)
- 2005 — Темная лошадка (Дагур Кари, премия «Бодиль» за лучшую операторскую работу)
- 2005 — Аллегро (Кристоффер Боэ, премия «Роберт» за лучшую операторскую работу, премия «Бодиль»)
- 2007 — Оружие (Адам Бхала Лу)
- 2007 — В поисках сокровищ тамплиеров 2 (Джакомо Кампеотто)
- 2008 — В поисках сокровищ тамплиеров 3: Загадка Змеиной короны (Джакомо Кампеотто)
- 2008 — Кандидат (Каспер Барфуд)
- 2010 — Всё будет снова хорошо (Кристоффер Боэ)
- 2010 — Лимб (Мария Сёдаль, премия «Аманда» за операторскую работу)
- 2011 — Меланхолия (Ларс фон Триер, Европейская кинопремия за операторскую работу)
- 2013 — Нимфоманка (Ларс фон Триер)
- 2016 — Дикая местность (Амат Эскаланте)
- 2018 — Дом, который построил Джек (Ларс фон Триер)
- 2019 — Дау (Илья Хржановский)